# Oedothorax unicolor
Oedothorax unicolor là một loài nhện trong họ Linyphiidae.
Loài này thuộc chi Oedothorax. Oedothorax unicolor được Jörg Wunderlich miêu tả năm 1974.